# Cantonul Quingey
Cantonul Quingey este un canton din arondismentul Besançon, departamentul Doubs, regiunea Franche-Comté, Franța.

## Comune
- Arc-et-Senans
- Bartherans
- Brères
- Buffard
- By
- Cademène
- Cessey
- Charnay
- Châtillon-sur-Lison
- Chay
- Chenecey-Buillon
- Chouzelot
- Courcelles
- Cussey-sur-Lison
- Échay
- Épeugney
- Fourg
- Goux-sous-Landet
- Lavans-Quingey
- Liesle
- Lombard
- Mesmay
- Montfort
- Montrond-le-Château
- Myon
- Palantine
- Paroy
- Pessans
- Pointvillers
- Quingey (reședință)
- Rennes-sur-Loue
- Ronchaux
- Rouhe
- Rurey
- Samson